# Стейнгримюр Стейнтоурссон
Сте́йнгримюр Сте́йнтоурссон, исл. Steingrímur Steinþórsson (12 февраля 1893 — 14 ноября 1966) — премьер-министр Исландии с 14 марта 1950 до 11 сентября 1953, член Прогрессивной партии.
После кончины президента Свейна Бьёрнссона входил в состав Временного триумвирата, исполнявшего полномочия президента с 26 января до 31 июля 1952, до инаугурации нового главы государства Аусгейра Аусгейрссона. Затем министр сельского хозяйства и социальных дел в 1953—1956.